# تاته‌ایشی

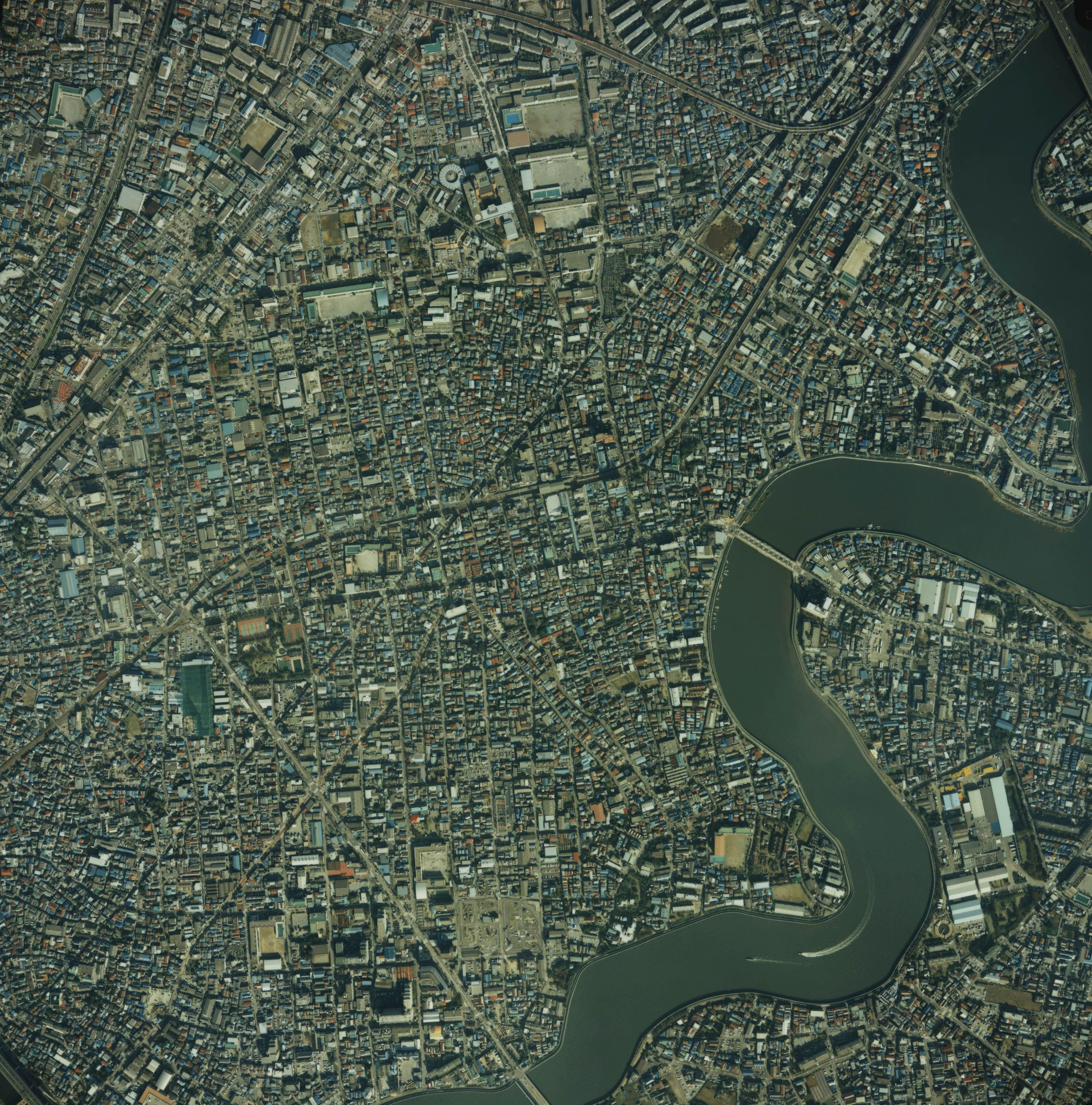
تاته‌ایشی.

تاته‌ایشی (به ژاپنی: (立石, Tateishi) یکی از محله‌های توکیو پایتخت ژاپن است که در منطقهٔ کاتسوشیکا واقع شده‌است. در طرف غرب رود ناکاگاوا قرار دارد. این محله به ۸ محلهٔ کوچکتر تقسیم می‌شود.

## ایستگاه راه‌آهن
- شرکت راه‌آهن کیسی، خط کیسی-آشی‌آگه، ایستگاه کیسی-تاته‌ایشی